# Via dei Servi
Via dei Servi è una delle principali vie di Firenze, che collega due importanti piazze: piazza del Duomo e piazza della Santissima Annunziata. Vi innestano la piazzetta San Michele Visdomini (che ne è una sorta di micro-propaggine), via Bufalini, via de' Pucci, via del Castellaccio e via degli Alfani. Suggestiva è la veduta da entrambi i lati, con la statua equestre di Ferdinando I de' Medici e la Cupola del Brunelleschi alle estremità.

## Storia
Già fuori della cerchia romana di Florentia esisteva almeno dal 1120 un agglomerato di case fuori dalla postierla dove transitavano quotidianamente i sacchi della lana grezza (le "balle") che venivano importati e giungevano tramite la via Cassia, detto "Borgo di Balla", corrispondente al primo tratto di via dei Servi. Con la prima cerchia comunale questo "borgo" di case fu inglobato, e venne costruita all'altezza di via Bufalini/via de' Pucci la porta di Balla. Il prosieguo della via attuale non esisteva, e il tracciato si snodava tortuosamente sulle attuali via del Castellaccio/via dei Fibbiai e poi continuava verso Fiesole, ricalcando quello che un tempo era stato il corso del Mugnone ad alimentare i fossati delle mura, prima che venisse deviato. Fuori dalle mura era aperta campagna, infatti la zona era detta del "Cafaggio", che equivale a zona di pascolo (più anticamente foresta, riserva di caccia).
Proprio nelle vicinanze della porta di Balla la tradizione vuole che un fanciullino, nel vedere due religiosi di ritorno dal Monte Senario, li apostrofasse "servi di Maria", nome che poi venne adottato dai sette giovani fiorentini poi diventati i sette santi fondatori, i quali fino ad allora si erano fatti chiamare i "compagni di Maria Addolorata". Il piccolo oratorio dell'Annunziata (fondato nel 1241), che era il loro ritrovo cittadino, andava costituendosi in progetto come una grande basilica, per cui nel 1255/1256 si decise di tracciare una via più ampia e rettilinea tra Duomo e questo nuovo polo religioso, che potesse essere comodamente percorsa da pellegrini, religiosi in processione e, più in generale, da tutto il traffico diretto alle colline fiesolane e oltre.
Nel 1284 tutta la zona fu inclusa nell'ultima cerchia muraria, ricevendo un notevole sviluppo edilizio, coronato nei grandi progetti di edilizia privata tra Quattro e Seicento. Più che mai l'arte laniera caratterizzò questa zona di Firenze, con la presenza dei tiratoi dell'Arte della Lana: il tiratoio della Pergola, quello del Gallo, quello dell'Aquila e quello della Colonna, tra i maggiori. Ben note erano inoltre lungo la strada le botteghe dei ceraioli, che producevano candele di cera e di sego (necessarie si paer l'illuminazione domestica che per le pratiche religiose), ma anche immagini ed ex-voto in cera per i quali era famosa Firenze, e che popolavano ad esempio il vicino chiostrino dei Voti.
Lungo la strada esistevano due architetture religiose: la prima, ancora esistente, è la "nuova" chiesa di San Michelino Visdomini, ricostruita dal 1364 dopo che il vecchio oratorio era stato demolito per far spazio all'abside della cattedrale, e tecnicamente affacciata sulla piccola "piazza di San Michele Visdomini" o "piazzetta dei Visdomini"; la seconda è l'oratorio della Concezione, cinquecentesco, soppresso nel 1780 e ridotto ad uso di abitazione. Il primo tratto della strada si chiamava anticamente via de' Tedaldi, dal nome degli antichi proprietari di case nella zona, che erano state in larga parte abbattute per far posto all'abside del duomo. Il successivo, fino a via Alfani, via dei Melognani, dal nome di un'altra famiglia, e solo l'ultimo tratto, che sbuca in piazza della Santissima Annunziata, era chiamato via de' Servi, nome che finì poi per essere intitolato all'intero rettifilo. Durante gli anni di Firenze Capitale, in questa via aveva sede l’Ambasciata Britannica in Italia, come riportato da una guida dell’epoca (1867). Negli anni trenta a palazzo Niccolini ebbe sede la Federazione fascista: via dei Servi venne allora soprannominata la "via dei Padroni".

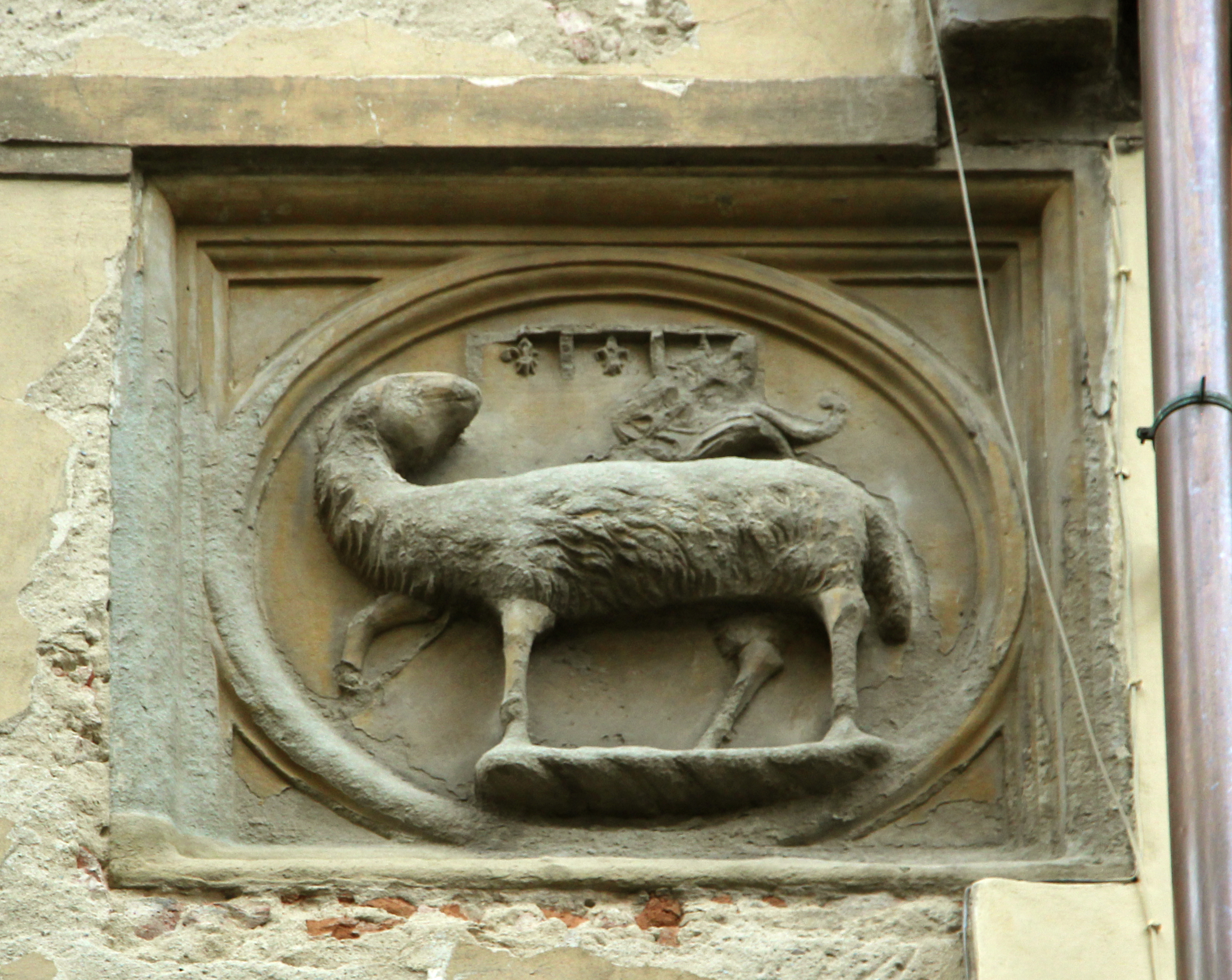
Stemma dell'Arte della Lana su una casa della corporazione
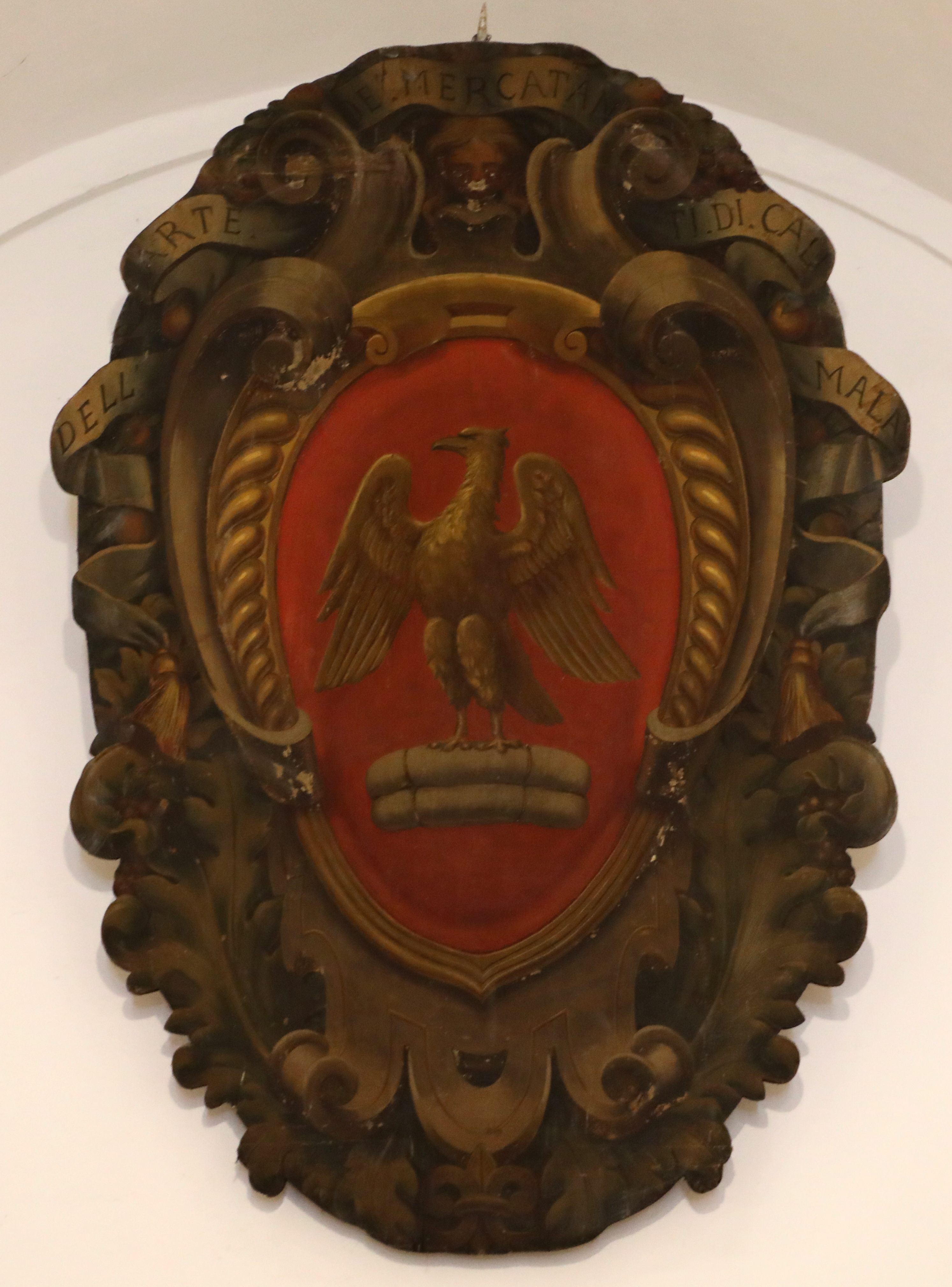
Altro stemma dell'Arte nell'androne di una delle case realizzate per la corporazione
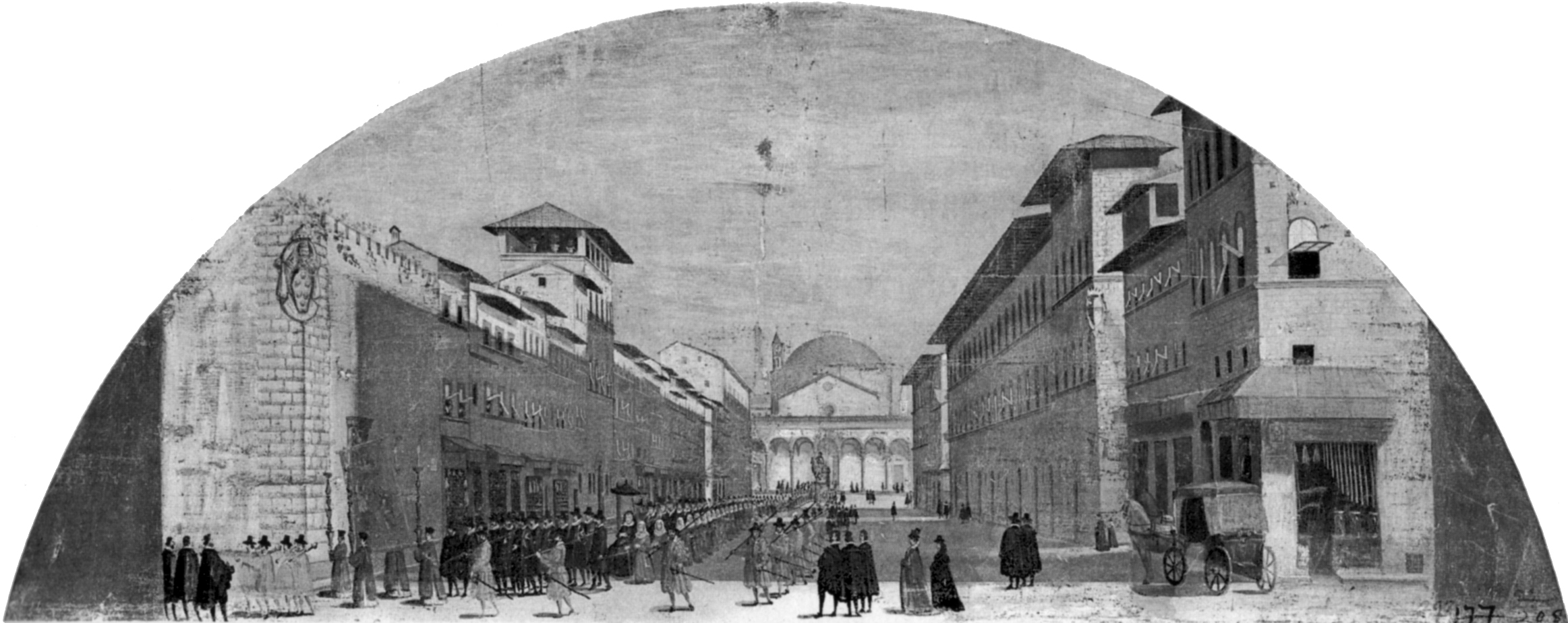
Veduta della via dei Servi e dell'Annunziata a Firenze in una lunetta del XVII secolo
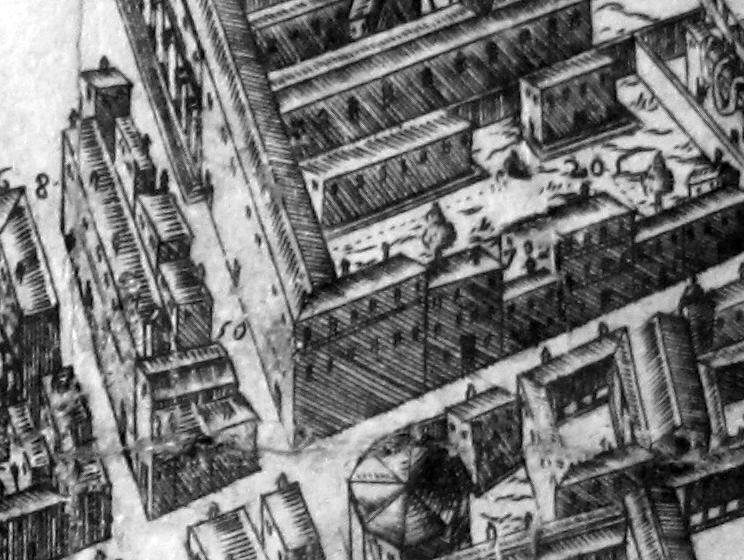
La distrutta chiesa della Santissima Concezione

## Descrizione

### Edifici
| Immagine | N°             | Nome                                             | Descrizione |
| -------- | -------------- | ------------------------------------------------ | --- |
|          | 1r- 3r- 5r- 7r | Casa Ghiberti                                    | Erano qui una casa della famiglia Tedaldi e un palazzo dei Locatelli (così Chiara Martelli, mentre Marcello Jacorossi in Palazzi 1972 e il repertorio di Bargellini e Guarnieri parlano di una proprietà dei Guidalotti di Balla), acquistati nel secondo decennio del Seicento dal senatore Ottavio Capponi e quindi, nel 1653, passati a Lorenzo di Felice Ghiberti. A quest'ultimo si deve la trasformazione delle preesistenze (che dobbiamo immaginare rispondenti alle disposizioni del 1388) nell'attuale palazzo, ampliato grazie all'unione di un'altra casa su via dei Servi già in suo possesso. Dopo vari passaggi di proprietà, nel 1783, l'edificio passò ai Del Sera, che vi eseguirono ulteriori lavori. Attualmente la fabbrica presenta al terreno una successione di cinque arcate trecentesche a bugnato, mentre ai due piani superiori si allineano finestre trabeate, per cinque assi sulla piazza e quattro su via dei Servi. |
|          | 1              | Casa de' Biffi                                   | La casa presenta caratteri cinquecenteschi e si sviluppa su quattro piani per quattro assi. Il repertorio di Bargellini e Guarnieri la segnala come casa modesta, ma con "delicate cornici", sorta su più antiche case dei Tedaldi, quindi nella seconda metà del Cinquecento passata ai Biffi, nel 1768 ai Pagani e nel 1779 ai Cappugi. |
|          | 2-4            | Palazzo Naldini Del Riccio                       | Erano qui nel 1427 due case di proprietà della famiglia Tedaldi, in una delle cui botteghe lavorò Donatello. Verso la metà del Seicento, passata oramai la proprietà ai Naldini, si iniziò la costruzione dell'odierno palazzo su disegno di Pier Francesco Silvani, poi portato a compimento da Pietro Paolo Giovannozzi tra il 1726 e il 1732. Negli anni tra il 1763 e il 1770 l'edificio fu ampliato su via dei Servi e arricchito negli interni da pitture murali di Gaspero Nannucci, Tommaso Gherardini, Niccolò Pintucci e Gennaro Landi. Passato di proprietà per via ereditaria ai Naldini Del Riccio, il palazzo pervenne nel 1879 ai Niccolini di Camugliano grazie al matrimonio tra Cristina Naldini e il marchese Eugenio Niccolini. Tra il 1785 e il 1787, sotto la direzione di Giuseppe Salvetti, furono eseguiti degli interventi di consolidamento con posa di catene a interessare la porzione del palazzo posta tra il portone principale e la cantonata di piazza del Duomo. |
|          | 3              | Palazzetto Del Bianco                            | L'edificio ripete le eleganti forme comuni ai palazzi fiorentini del Cinquecento e si sviluppa su tre piani, più uno ottenuto tamponando quella che in origine era una loggia, e della quale sono ancora leggibili le colonne che scandiscono la superficie intonacata. Come gran parte degli edifici di questo tratto della strada l'immobile era anticamente della famiglia Tedaldi, e passò alla fine del Quattrocento ai Del Bianco che, presumibilmente nel secolo successivo, lo trasformarono nelle forme attuali. Verso la fine del Seicento pervenne all'Arte della Lana, proprietà peraltro documentata dall'insegna posta sul portone a bugne di pietra. Nell'Ottocento entrò a far parte del patrimonio dei marchesi Incontri che l'acquistarono per annetterlo al vicino palazzo della famiglia. |
|          | 5              | Palazzo Incontri                                 | In origine erano in questo luogo, a segnare la cantonata tra via de' Pucci e via dei Servi, una casa grande e due case più piccole che fino ai primi del Quattrocento erano possesso della famiglia Medici. Queste, già unificate attorno al 1469 in un'unica 'casa grande', furono cedute all'Arte del Cambio e quindi alienate ai Vespucci. Da questi il palazzo passò ai Salviati (1533), quindi ai Bartolini Salimbeni (1564) e per via ereditaria ai Ridolfi. Dopo essere stato della famiglia Baglioni e, per far fronte ai vari debiti, del Monte Comune, fu acquistato nel 1676 dal cavalier Lodovico Incontri di Volterra, peraltro formatosi come architetto sotto Giulio Parigi e Giovanni Coccapani. Questi, dopo aver acquistato altre case confinanti, lo trasformò su proprio progetto nelle forme attuali. Il palazzo fu abitato dalla famiglia Incontri senza che intervenissero significative modifiche fino al 1853, quando - al fine di dotarlo di comodità che ne consentissero l'affitto - fu realizzato un esteso intervento di ristrutturazione su progetto e direzione di Giuseppe Poggi, terminato nel 1857. Acquistato dai de Piccolellis nel 1894 l'edificio fu venduto da questi nel 1941 a Donatello Masi e Umberto Desii, per passare poi in mano a una Società Immobiliare. Tra il 1993 e il 1995 buona parte del palazzo (compresi gli ambienti di rappresentanza) è stato acquistato dalla Cassa di Risparmio di Firenze. |
|          | 6              | Casa di San Michele Visdomini                    | La casa (con il fronte di disegno oltremodo semplice, sviluppato su quattro assi per tre piani) si sviluppa in aderenza alla canonica della chiesa di San Michele Visdomini e presenta sulla facciata un pietrino con un monte a tre cime su cui è una croce intrecciata con la lettera S, a indicare una proprietà riconducibile alla chiesa stessa. In corrispondenza della mostra segnata con il numero civico 20r è tuttavia un'iscrizione che la dice "delle monache di Boldrone", accompagnata dal numero cinque in riferimento alla posizione dell'immobile nel registro delle possessioni del monastero. Sempre in questa zona è un'ampia porzione di paramento in pietra lasciata a vista sulla superficie per il resto intonacata, a ribadire l'antichità dell'edificio. |
|          | 22r            | Edificio della canonica di San Michele Visdomini | Si tratta di un edificio privo di elementi architettonici d'interesse, tuttavia di rilievo nel determinare questo spazio urbano, posto com'è tra la via dei Servi e la piazzetta dove è la facciata di San Michele Visdomini. Già di pertinenza di questa stessa chiesa, si sviluppa per tre piani, con un asse sulla strada e due sullo slargo. Sulla cantonata è un pietrino con la scritta "Pr(ote)ctor noster" e l'insegna della chiesa, formata da una S intrecciata a una croce. Così ricorda la casa Federico Fantozzi: "Fu dimora di Rabbi Jochiel che abiurò in Roma nel 1583 l'ebraica superstizione e fu battezzato da Gregorio XIII. Il cardinale de' Medici, poi Ferdinando I, gli fu padrino; ed avendogli accordato il proprio casato prese il nome di Vitale de' Medici. Fu dotto e virtuoso come lo furono i suoi figli Alessandro e Antonio che qui pure abitarono". |
|          | s.n.           | Chiesa di San Michele Visdomini                  | L'attuale edificio fu iniziato nel 1364 e sostituì un'antica chiesa di patronato della famiglia Visdomini, demolita per creare maggior spazio alla nuova Cattedrale (era situata sotto l'attuale absidiola nord della Cattedrale). I Visdomini avevano una torre in via delle Oche, ancora esistente. I monaci Celestini la officiarono dal 1552 al 1782, ristrutturandola radicalmente. Conserva notevoli opere d'arte del Cinque-Seicento, fra le quali spicca una Sacra Conversazione del Pontormo (datata 1518), commissionata da Francesco Pucci. |
|          | s.n.           | Palazzo Pucci                                    | L'edificio è porzione del grande palazzo Pucci che occupa l'intero fronte dell'omonima strada, estendendosi da via dei Servi a via Ricasoli. Per quanto concerne questa parte, che si sviluppa per nove assi su via de' Pucci e per tre su via dei Servi, si tenga presente come questa sia stata del ramo della famiglia discendente da Alessandro Pucci (1603-1652), secondogenito del senatore Niccolò Pucci, e questo fino all'estinzione di questo stesso ramo, nel 1808. Passò quindi ai Baciocchi, ed è durante questa proprietà che parte del palazzo fu abitato dallo scultore statunitense Horatio Greenough. Attualmente l'immobile è di proprietà dell'Arcidiocesi di Firenze, che lo ha destinato ad uffici di associazioni culturali religiose, e già nei primi decenni del Novecento ospitava, oltre al Circolo Cattolico, la sede del giornale "l'Unità Cattolica". All'angolo con via dei Servi è presente uno stemma Medici con l'arme di Leone X (già in Firenze 1850 segnalato come "la cosa più degna di osservazione"), tradizionalmente attribuito a Baccio da Montelupo e originariamente posto sopra il muro dell'orto della proprietà, in pessime condizioni di conservazione. |
|          | 8-10           | Palazzo Pasqui                                   | Le vicende del palazzo sono così riassunte da Federico Fantozzi nel 1843: "Fu già questa l'abitazione della cospicua ed antichissima famiglia dei Del Palagio. L'epoca della sua fabbricazione deve risalire circa il 1300, a giudicarne dallo stile architettonico e dall'esser noto che nel 1427 la famiglia dei Del Palagio si era molto diramata. Tre botteghe di questa casa, due delle quali corrispondenti sulla via dei Servi ed una sul Castellaccio, servivano nel 1480 e 1498 allo scultore ed architetto Benedetto da Maiano per uso di studio. L'anno 1500 pervenne questa casa nei discendenti di Folco Portinari, e successivamente nella famiglia Pasqui. Di questa l'architetto Leopoldo (al quale serve di abitazione e di studio) ne ha eseguito la riduzione in moderna forma nell'anno 1838-1843, aggregandovi diverse contigue casupole, ma con saggio consiglio ha conservato quanto potevasi della sua antica forma e struttura, e fra le altre cose la scala, gli archi, e i sodi che occupavano il piano terreno. In questa casa ebbe lo studio il pittore fiorentino Jacopo Chimenti, detto l'Empoli dal soprannome del padre, e vi fu il cosiddetto Casino di Ciondoli ove nel secolo XVI si radunavano a crocchio i più spensierati e bizzarri uomini della città, i quali si divertivano in architettare a carico dei più semplici delle burle singolarissime ed anco sconvenienti". Su via Bufalini si intende bene come il palazzo trecentesco avesse qui una maggiore estensione dell'attuale, ampiamente compensata dalla nuova addizione degli anni trenta dell'Ottocento che invece portò la fabbrica ad estendersi fino a via del Castellaccio, dove si trova un ulteriore portone d'accesso. |
|          | 25r            | Casa Buontalenti                                 | L'edificio è stato da Carla Tomasini Pietramellara identificato con la casa Buontalenti che è invece riconosciuta nell'edificio posto in aderenza a questo e segnato dai numeri civici 7, 9 e 11. Al di là di tale questione, valgano le note della studiosa su questa casa, comunque meritoria di attenzione: "Vincolata nel 1942 in base alla legge 1089 del 1939 col nome di casa Buonatalenti compare con tale nome già nel disegno 640A di Antonio da Sangallo il Giovane conservato agli Uffizi. L'edificio risulta oggi composto da un nucleo, probabilmente l'originale, a due piani con una sola finestra per piano, e da una parte bassa ad un solo piano costruita nell'area una volta del giardino Pucci di cui ancora conserva il portale in bugnato rustico. Il Buonsignori nella sua raffigurazione di Firenze e l'autore del dipinto raffigurante una processione lungo la via de' Servi, databile attorno al 1650, non annotano il portale lungo l'alto muro di cinta che separava il giardino Pucci da via de' Servi. Si può quindi pensare che tale portale sia stato eseguito tra la fine del sec. XVII e il XVIII quando, per la costruzione del palazzo sull'angolo di via de' Pucci, il giardino, poi completamente saturato, rimasto chiuso su tre lati, ebbe l'accesso su via de' Servi". |
|          | 9-11           | Casa Buontalenti del Palagio                     | La casa, già di proprietà di Bernardo Buontalenti (anche se non abitata dall'artista), fu ristrutturata dai suoi eredi probabilmente agli inizi del Settecento su progetto di Pietro Paolo Giovannozzi. Si presenta con un fronte ancora nel solco della tradizione cinque seicentesca, non fosse per i più tardi rimaneggiamenti: sviluppato su tre piani organizzati su nove assi, è qualificato da due portali incorniciati da bugne in pietra e chiusi in alto da un mascherone con volute legate, di chiara impronta tardo manierista. Negli interni si conservano due riquadri affrescati e riferiti a Niccolò di Francesco Lapi, raffiguranti Bernardo Buontalenti salvato dalle rovine della sua abitazione (episodio questo ambientato in via de' Bardi) e l'Incontro di Bernardo Buontalenti con Torquato Tasso (tradizionalmente riferito alla residenza di via Maggio). |
|          | 12             | Palazzo Sforza Almeni                            | Si tratta di un nobile e ampio palazzo cinquecentesco generalmente ricondotto (seppure in assenza di riscontri documentari) a un progetto steso da Bartolomeo Ammannati per Piero d'Antonio Taddei, ed eretto in un'area confinante con il tiratoio dell'Aquila, dove già esistevano diverse case di proprietà dei Ghinetti e dei Mazzei. Confiscato da Cosimo I alla famiglia Taddei per la sua opposizione al regime mediceo, fu poco dopo donato dal duca al suo coppiere Sforza Almeni, che provvide ad arricchirlo ulteriormente con una decorazione pittorica estesa su tutto il prospetto principale, realizzata da Cristoforo Gherardi con la collaborazione di Giorgio Vasari. Nonostante la perdita della decorazione pittorica esterna e di molti dei decori che l'arricchivano internamente, la fabbrica non sembra essere stata privata più di tanto della bellezza insita nelle armoniose proporzioni del fronte principale che, sviluppato per tre piani organizzati in sei assi su via dei Servi, determina uno sprone in corrispondenza con via del Castellaccio (canto del Castellaccio) ingentilito da un più tardo balconcino. Dal 2019 il palazzo è sede del Museo de' Medici. |
|          | 14             | Casa dell'Arte della Lana                        | L'edificio è ricordato nel repertorio di Bargellini e Guarnieri per essere stato (assieme alle altre case che seguono per un totale di nove unità edilizie) dell'Arte della Lana, costruito nel corso del Cinquecento (1510-1560) dove era il tiratoio dell'Aquila, già di Noferi di Palla Strozzi e da questo lasciato nel 1417 alle Arti della Lana e dei Mercatanti (a quest'ultima sono riconducibili le ulteriori quattro unità edilizie che chiudono la schiera per un totale di tredici), quindi abbattuto nel 1510 circa per la lottizzazione dell'area. A partire dal 1521 vari di questi nuovi edifici vennero ceduti a privati. Precisa Gian Luigi Maffei: "gli edifici sono passanti tra due percorsi di cui uno molto antico (via del Castellaccio) e l'altro (via de' Servi) importante asse urbano tra il duomo e la basilica della Santissima Annunziata; hanno passo modulare di circa dieci metri quelle dell'Arte dei Mercatanti e di circa nove metri le altre dell'Arte della Lana, con fronte a tre finestre su due piani paritetici in entrambi i casi. Le planimetrie differiscono per la posizione della scala e per la dislocazione della loggia posta subito dopo la prima cellula nelle case dei Mercatanti mentre è ortogonale al fronte e posta nella prima cellula in quelle dell'Arte della Lana dove la loggia è situata dopo la corte". Si rileva la soprelevazione di un piano, la trasformazione delle bucature da centinate a rettangolari e l'apertura di sporti al terreno. Dal lato di via del Castellaccio è uno sporto su quattro archi di modesto aggetto, a compensare parzialmente la ridotta profondità rispetto agli altri edifici della schiera. Nella casa hanno avuto e hanno studio professionale vari noti architetti fiorentini, tra i quali Roberto Maestro. |
|          | 15             | Palazzo Niccolini                                | L'edificio fu eretto nel suo nucleo principale su commissione dei Ciaini da Montauto e su progetto e direzione dei lavori di Domenico di Baccio d'Agnolo attorno al 1548-1550, nel luogo dove esistevano alcune antiche case con orto, una di queste già dei Buonaccorsi. Passato di proprietà ai Niccolini nel 1576, il palazzo fu da questi alla fine del secolo ampliato considerevolmente verso il giardino interno con la realizzazione di un secondo cortile, dove ancora prospetta una maestosa facciata, con portico inferiore dovuto a Giovanni Antonio Dosio, realizzato nel 1595, e loggiato superiore frutto di un intervento di ampliamento successivo, databile verso il 1653-1654, condotto comunque in sintonia con la parte preesistente. Ulteriori lavori di ampliamento sono documentati al 1666 e ancora agli inizi e alla metà del Settecento. Più in particolare potrebbe essere ricondotto al 1706-1708 il cantiere che vide la realizzazione dell'addizione che si sviluppa su via dei Servi sulla destra dell'edificio principale. Nel 1824 la proprietà fu venduta al conte Demetrio Boutourline (Dmitrij Petrovic Buturlin) consigliere, senatore e ciambellano dell'imperatore di Russia. I Boutourline intervennero sia ridisegnando il giardino sia, nel 1854, intonacando la parte superiore della facciata e facendola decorare con graffiti e pitture ad opera degli artisti Valtancoli, Paolino Sarti e Olinto Bandinelli. Nel periodo di Firenze Capitale (1865-1871) il palazzo fu residenza dell'ambasciatore inglese sir Henry Elliot e imn seguito, nel corso della prima metà del Novecento, il palazzo ebbe innumerevoli cambi di proprietà e conobbe sia molte trasformazioni interne sia un periodo di abbandono e profondo degrado, anche in conseguenza dei vari usi a cui fu destinato. Abbandonata la destinazione di residenza privata dopo un breve periodo in cui fu di proprietà dei Pinucci (1918-1927) a cui era stato venduto dagli eredi dei Boutourline, l'edificio fu infatti sede della Casa del Fascio, quindi usato per l'acquartieramento delle truppe anglo americane, e ancora fu sede del Partito Comunista e della Camera del Lavoro, fino ad essere indemaniato e acquisito dal Provveditorato alle Opere Pubbliche della Toscana e della Ragioneria regionale dello Stato (1944). |
|          | 16             | Casa dell'Arte della Lana                        | Valgono le stesse indicazioni della casa al n. 1. In questa schiera di edifici le planimetrie differiscono per la posizione della scala e per la dislocazione della loggia posta subito dopo la prima cellula nelle case dei Mercatanti mentre è ortogonale al fronte e posta nella prima cellula in quelle dell'Arte della Lana dove la loggia è situata dopo la corte. A parte queste differenze negli elementi compositivi - altrettante se ne possono rilevare nell'apparato stilistico e decorativo - le tredici case sono aggregate serialmente e conformano una schiera di individui edilizi tra loro passabilmente uguali che non corrispondono però ai contenuti tipici delle case a schiera: hanno caratteri derivati dalle corti mercantili precedenti, trasferitesi nel frattempo nella composizione del palazzo fiorentino quattrocentesco, ed allora si può dedurne che il modello di riferimento, per la costituzione del progetto di queste case, sia stato il palazzo signorile coevo ridotto nelle sue componenti tipiche e serializzato per aderire meglio alla utilizzazione da parte di una classe borghese mercantile media". Per quanto riguarda questo edificio e le trasformazioni avvenute nel tempo (almeno per quanto risulta dal prospetto odierno messo in relazione a quello ricostruttivo della situazione originaria pubblicato da Gian Luigi Maffei), si rileva come questo, a differenza di quasi tutti gli altri, sia stato oggetto di una significativa ridistribuzione degli spazi interni e quindi di una nuova configurazione del prospetto, con gli assi delle finestre portati da tre a quattro, con la soprelevazione di un piano e l'apertura di sporti al terreno. Nei locali al terreno ha sede, per tutta la profondità dell'edificio fino a via del Castellaccio, la Libreria de' Servi. |
|          | 17             | Casa Niccolini                                   | L'edificio è indicato da Bacciotti come "casa già Bandini e oggi Boutourline", e segnalato perché "tenne a pigione l'anno 1427, il pittore Tommaso Guidi, detto Masaccio". Di questa gloria parla una memoria posta sul fronte dai Lions toscani nel 2001, quarto centenario della nascita del pittore. Al di là di tali vicende, l'edificio si presenta oggi come addizione del vicino palazzo Niccolini, frutto di un cantiere che si tende a collocare tra il 1706 e il 1708. Attualmente vi ha sede la Corte dei Conti, sezione regionale di controllo per la Toscana. |
|          | 18             | Casa Bettoni                                     | Fatte salve le considerazioni sui medesimi edifici della schiera, per quanto riguarda questo si rileva come abbia sostanzialmente conservato il disegno iniziale, eccezion fatta per una soprelevazione che ha consentito la realizzazione di un mezzanino sotto tetto e per l'apertura di uno sporto al terreno in corrispondenza dell'asse centrale, ora accesso ad un esercizio commerciale. |
|          | 20             | Casa Bardi                                       | A differenza di quasi tutti gli altri edifici della serie su questo lato di strada, questo è stato oggetto di una significativa trasformazione che ha portato, come accennato, ad accorpare due precedenti unità e a determinare un ampio fronte di sei assi che, pur riproponendo il disegno cinquecentesco con le finestre e il portone incorniciati da bozze rilevate disposte a ghiera, è da ricondurre al tardo Ottocento. Presumibilmente sempre in questo stesso periodo la fabbrica fu soprelevata di un piano e furono aperti al terreno ampi sporti per attività commerciali. Attualmente parte degli ambienti al terreno sono occupati dal museo privato "Leonardo Interactive Museum". |
|          | 22             | Casa Pratesi                                     | Quarto della schiera, si rileva come questo edificio abbia conservato il disegno iniziale, ancora pienamente rispondente anche negli elementi decorativi e nei materiali alla situazione cinquecentesca. L'unica differenza rilevabile è quella di un portone di accesso unico e posto sull'asse centrale: tuttavia anche il disegno di quest'ultimo appare assolutamente compatibile nell'economia del fronte e, sotto vari aspetti, decisamente rispondente a quanto rilevato dallo stesso Maffei circa i riferimenti di queste case ai palazzi signorili del tempo. Esiste comunque in questo edificio, come nel successivo, una soprelevazione arretrata rispetto al filo della facciata. A nobilitare ulteriormente la facciata è, sul lato destro, un bello scudo con l'arme della famiglia de' Medici, sul quale è disposto a modo di cornice il collare dell'Ordine del Toson d'oro con il vello d'ariete pendente accompagnato dal motto "Haec virtus".. |
|          | 24             | Casa dell'Arte della Lana                        | Quinto della serie, ha conservato il disegno iniziale, seppure con la più tarda soprelevazione di un piano e la vistosa integrazione in malta degli elementi lapidei sulla facciata di via dei Servi, dove sull'arco del portale sono incise le iniziali AR. Nell'androne e nel vano scale presenta decorazioni verosimilmente ottocentesche. |
|          | 26             | Casa dell'Arte della Lana                        | Il sesto edificio, su via dei Servi, è stato oggetto di un intervento di semplificazione, con la trasformazione delle finestre da centinate a rettangolari (conservando comunque l'originaria disposizione), l'eliminazione dei ricorsi in pietra e l'apertura di un ampio sporto al terreno. La casa è stata inoltre soprelevata ottenendo un mezzanino sottotetto. |
|          | 27             | Casa dei Servi di Maria                          | Si tratta di una casa con il prospetto articolato su due assi per cinque piani, i più alti evidentemente frutto di soprelevazioni che si può ipotizzare siano state attuate nel tardo Settecento, quando l'intero fronte venne ridisegnato. A testimonianza dell'antica proprietà dell'ordine dei Servi di Maria e quindi della basilica della Santissima Annunziata, è un pietrino con le insegne dei Serviti (una S intrecciata al gambo di un giglio sradicato terminante con tre fiori), recante il numero 2, in riferimento al registro delle possessioni. |
|          | 28             | Casa Manetti                                     | La casa è ricordata nel repertorio di Bargellini e Guarnieri per essere stata, come dichiara la memoria posta sul fronte, casa dell'architetto e ingegnere Alessandro Manetti (figlio dell'architetto Giuseppe), che qui morì il 9 dicembre 1865. La facciata su via dei Servi, rispetto alla sequenza ininterrotta di fronti con caratteri cinquecenteschi che caratterizza questo lato della via, si presenta chiaramente ridisegnata nell'Ottocento, e in questo stesso periodo dotata di un terrazzo al primo piano, sotto il quale ricompare un rilievo moderno con l'Agnus Dei proprio dell'Arte della Lana, in accordo con quello, antico, che segna la casa al numero 14. Visto il carattere assunto dall'edificio e vista la proprietà si potrebbe ipotizzare di ricondurre l'intervento di riconfigurazione allo stesso Alessandro Manetti. Per quanto poi riguarda le ulteriori trasformazioni avvenute nel tempo (almeno per quanto risulta dal prospetto odierno messo in relazione a quello ricostruttivo della situazione originaria pubblicato da Gian Luigi Maffei), si rileva come questo sia stato oggetto della soprelevazione di un piano. Attualmente l'edificio ospita, tra l'altro, l'ambasciata del Belgio. |
|          | 30             | Casa dell'Arte dei Mercatanti                    | L'ottavo edificio della schiera è stato soprelevato di due piani. Nei locali al terreno ha sede la storica farmacia della Santissima Annunziata, alla quale si riferisce il tondo in marmo dei 1876 posto su via dei Servi sopra le vetrine con incisa la scena dell'Annunciazione. Di tale esercizio si ha notizia dal 1561, quando lo speziale Domenico di Vincenzo Brunetti trasferì la propria bottega in questi locali. Nell'interno un interessante arredo seicentesco costituito da tre grandi mobili espositori a parete. |
|          | 32             | Casa Poggi                                       | La nona casa della schiera mantiene ancora sostanzialmente il disegno cinquecentesco e non sia stata oggetto (come molte delle altre) di soprelevazioni. Tuttavia le integrazioni ai materiali originari e le nuove tinteggiature hanno in parte fatto perdere all'edificio le caratteristiche originarie. La casa è ricordata da Federico Fantozzi per essere stata l'abitazione dell'auditore Girolamo Poggi, e nel repertorio di Bargellini e Guarnieri per essere stata, come dichiara la memoria posta sul fronte su via dei Servi dal Comune nel 1888, casa del senatore Enrico Poggi, che qui nacque il 24 luglio 1812 e qui morì il 14 febbraio 1885. Attualmente l'edificio ospita, tra l'altro, la sede dell'ufficio del Centro Storico UNESCO del Comune di Firenze. |
|          | 34             | Casa dell'Arte dei Mercatanti                    | Per quanto concerne le trasformazioni avvenute nel tempo della nona casa della schiera, si rileva come la nostra fabbrica mantenga ancora sostanzialmente il disegno cinquecentesco, fatta eccezione per la soprelevazione di un piano e l'apertura di nuovi sporti al terreno. Tuttavia le integrazioni ai materiali originari e le nuove tinteggiature hanno in parte fatto perdere all'edificio le caratteristiche originarie. |
|          | 36             | Casa dell'Arte dei Mercatanti                    | La casa, già dei Cavalcanti, conserva ancora sostanzialmente il disegno cinquecentesco, fatta eccezione per la soprelevazione di due piani e l'apertura di nuovi sporti al terreno. Tuttavia le integrazioni ai materiali originari e le nuove tinteggiature hanno in parte fatto sfumare le caratteristiche originarie. |
|          | 37             | Casa dei Servi di Maria                          | Si tratta di una casa con il prospetto articolato su tre assi per cinque piani, i più alti evidentemente frutto di soprelevazioni che possiamo ipotizzare siano state attuate nel tardo Settecento, quando l'intero fronte venne ridisegnato. A testimonianza dell'antica proprietà dell'ordine dei Servi di Maria sono due pietrini con le insegne dei Serviti (una S intrecciata al gambo di un giglio sradicato terminante con tre fiori), uno sul limitare sinistro e l'altro sul destro, rispettivamente recanti i numeri 13 e 14, in riferimento al registro delle possessioni. |
|          | 38             | Palazzo Durazzo Stacchini                        | L'esteso edificio occupa un'area già segnata da un precedente palazzo cinquecentesco, del quale sono ancora ben leggibili le antiche cantonate in bugne di pietra, in parte integrate, sia sul canto del Tribolo (tra via dei Servi e via degli Alfani), sia su quello opposto, al piano terreno, tra la stessa via degli Alfani e via del Castellaccio. Altre tracce di questa preesistenza sono negli interni, come attestano gli ambienti ora occupati da un'agenzia della Cassa di Risparmio, con colonne e peducci rinascimentali. L'attuale palazzo, come testimonia Federico Fantozzi, è tuttavia opera di gusto neoclassico, eretta inglobando le più antiche strutture nel 1824, su progetto dell'architetto Gaetano Baccani. |
|          | 42             | Palazzina                                        | La palazzina presenta un prospetto organizzato per cinque assi su quattro piani, di disegno prettamente ottocentesco, con il terreno arricchito da un finto bugnato. La si segnala perché indicata da Adriano Cecconi come casa abitata per oltre trent'anni e fino al 1938 dallo scrittore Bruno Cicognani. Nei locali a terreno ha sede il caffè pasticceria Robiglio, inserito nell'elenco dei locali storici fiorentini. |
|          | s.n.           | Ex-chiesa della Santissima Concezione            | Il repertorio di Bargellini e Guarnieri segnala su via dei Fibbiai una casa per la presenza "di un arco con uno stemma raffigurante un toro rampante su sei monti", che sarebbe appartenuto ad un vescovo benefattore della chiesa della Concezione di Maria, sorta in questo luogo, con accesso da via dei Servi, quindi rovesciata con accesso da via dei Fibbiai a seguito delle rimostranze dei serviti della Santissima Annunziata che si sentivano defraudati dalle elemosine che i fedeli lasciavano al nuovo oratorio. La chiesa, di origine cinquecentesca, sarebbe stata poi soppressa nel 1780 e ridotta ad uso di abitazione. Ancor più precisa è Carla Tomasini Pietramellara che, descrivendo sempre quanto si vedeva negli anni settanta, precisa: "Si conserva ancora su via dei Fibbiai quasi all'angolo di via Alfani il portale in pietra sormontato dallo stemma del cardinale M.L. Bonafede vescovo di Cortona protettore della Congrega. Lo stemma rappresenta un toro su un monte ed è sormontato dal cappello cardinalizio. Attualmente della struttura originaria non esistono che i muri perimetrali e il vano è adibito, su via dei Fibbiai a laboratorio di pasticceria, e su via dei Servi a negozio". |
|          | 45             | Casa delle monache di San Niccolò                | La casa presenta un fronte di due assi su cinque piani, frutto della riconfigurazione e soprelevazione settecentesca di un'antica casa a schiera. Dell'antica proprietà (alla quale erano riconducibili anche le case che seguono, e vari altri edifici della zona) testimonia un pietrino con raffigurati nel campo due pastorali decussati e legati, accompagnati dalla mitria vescovile e da tre palle (attributi di san Nicola). Tale pietrino è riferibile al monastero femminile benedettino di San Niccolò di Cafaggio, soppresso da Pietro Leopoldo di Lorena nel 1782, ed è accompagnato dal numero 5 in caratteri romani, ad indicare la posizione dell'immobile nel registro delle possessioni del monastero. |
|          | 47             | Casa delle monache di San Niccolò                | L'edificio si presenta con un fronte di quattro assi su quattro piani, con un disegno che rimanda a modelli propri delle palazzine settecentesche. In realtà lo si deve interpretare come frutto dell'unificazione di due antiche case a schiera, come molte ce ne sono ancora lungo la via, secondo modi non infrequenti tra Settecento e primo Novecento. Della riconfigurazione, tra l'altro, recano memoria due pietrini che rimandano all'antica proprietà di San Niccolò di Cafaggio, accompagnati dai numeri 6 e 7 in caratteri romani, ad indicare la posizione dell'immobile nel registro delle possessioni. |
|          | 51             | Palazzo Budini Gattai                            | Il palazzo, sorto su più antiche case dei Ricci acquistate dai Grifoni nel 1549, che fecero costruirte un palazzo a Bartolomeo Ammannati. Il palazzo nacque a due piani, il terzo fu aggiunto fra il XVII e il XVIII secolo. Tra il 1710 e il 1772 sono documentati interventi di rinnovamento e ampliamento della proprietà, che videro tra l'altro il completamento della facciata sulla piazza e la decorazione pittorica della cappella (1740 ca.) affidata a Giovanni Domenico Ferretti. La fabbrica, passata nell'anno 1800 dai Grifoni ai Riccardi, pervenne nel 1847 ai Mannelli, dai quali passò agli Antinori e, nel 1889 ai Budini Gattai. Questi ultimi, poco dopo l'acquisto, promossero un rinnovamento del palazzo diretto dall'architetto Giuseppe Boccini (1891-1892). Risalgono a questo cantiere lo scalone a due rampe e le decorazioni pittoriche negli ambienti del piano nobile affidate ad Augusto Burchi affiancato da Giulio Bargellini e Galileo Chini (1892-1894), che ancora oggi rappresentano uno degli esempi più significativi del gusto abitativo dei ceti dirigenti fiorentini attorno al 1900. |
|          | s.n.           | Palazzo delle Due Fontane                        | Si tratta di un edificio con una facciata relativamente recente, che ripete, pur semplificandole, le forme e il colore del vicino palazzo Grifoni. Si dovrebbe trattare in realtà di un edificio di antica edificazione, riconfigurato tra la fine dell'Ottocento e i primi del Novecento per costituire un adeguato fondale alla piazza. Il fronte presenta un disegno di una certa complessità che si accompagna a una certa cura nella scelta dei materiali. Attualmente è occupato da una struttura ricettiva. |

In via dei Servi sono presenti il consolato del Belgio, il consolato della Danimarca e il consolato della Spagna.

### Lapidi
Sulla chiesa di San Michele Visdomini si trova una memoria della sepoltura del pittore Filippino Lippi, che aveva abitato non distante, in via Alfani:
| IN QUESTO LUOGO EBBE SEPOLTURA FILIPPINO LIPPI MORTO È IL DISEGNO OR CHE FILIPPO PARTE DA NOI. STRACCIATI IL CRIN, FLORA. PIANGI, ARNO. NON LAVORAR, PITTURA: TU FAI INDARNO CHE IL STIL HAI PERSO, E L'ENVENZIONE E L'ARTE (Giorgio Vasari) IL COMUNE DI FIRENZE NEL CINQUECENTESIMO ANNIVERSARIO DELLA MORTE 20 APRILE 2004 |

Su palazzo Pasqui, all'8, sopra al negozio col numero civico 32r, un ricordo del pittore Empoli:
| QUI FU LO STUDIO DEL DIPINTORE IACOPO CHIMENTI DETTO L'EMPOLI |

Poco più avanti, sullo stesso palazzo, sopra la vetrina al 44 rosso, un'altra lapide, legata allo scultore Benedetto da Maiano:
| DAL 1480 ______________ AL 1498. EBBE QUI BOTTEGA BENEDETTO DA MAIANO SCULTORE E ARCHITETTO CHE IMPRONTÒ NELLE OPERE CON VENUSTÀ DI STILE E DI FORME LE GRANDI IDEE DEL GENIO CREATORE |

Al 17 il ricordo di un altro artista, Masaccio, su una lapide accompagnata da un rilievo in un medaglione, che riprende il presunto autoritratto del pittore nel San Pietro in cattedra della Cappella Brancacci con sul bordo inciso "Omaggio a Masaccio 1401 * 2001:"
| NELLE CASE DEI BANDINI CHE QUI SORGEVANO FU TENUTO A PIGIONE NEL 1427 IL PITTORE TOMMASO GUIDI DETTO MASACCIO POETA DELLA PROSPETTIVA I LIONS TOSCANI POSERO NEL VI CENTENARIO DELLA NASCITA |

Al 28 la lapide per Alessandro Manetti:
| SAPPIANO I POSTERI CHE ALESSANDRO MANETTI MORIVA IN QUESTA CASA D'OLTRE LXXVIII A. IL IX DICEMBRE MDCCCLXV ------ · ------ ONORANDO IN LUI UN ILLUSTRE IDRAULICO E UN VALENTE ARCHITETTO IL COLLEGIO FIORENTINO DEGLI ARCHITETTI E INGEGNERI QUESTA MEMORIA VOLLE SCOLPITA NEL MARMO |

Al numero 32 una targa ricorda Enrico Poggi, senatore del Regno d'Italia:
| ENRICO POGGI SENATORE DEL REGNO DALLA DOTTRINA DELLE LEGGI E DALLA SANTITÀ DELLE MAGISTRATURE EDUCATO A SOSTENERE MINISTRO NEL GOVERNO PROVVISORIO DELLA TOSCANA IL DIRITTO DELL'UNITÀ D'ITALIA E LE RAGIONI DELLA LIBERTÀ NELLO STATO E NELLA CHIESA IN QUESTA SUA CASA DOVE NATO IL XXIV · LUGLIO M·DCCC·XII· MORIVA IL XIV · FEBBRAIO M·D·CCC·LXXXX MEDITÒ E SCRISSE DI ECONOMIA DI LEGISLAZIONE DI STORIA CON MENTE ED ANIMO SEMPRE INTENTI E DEVOTI ALLA GIUSTIZIA E AL DOVERE ----- · ----- XXVII · APRILE M·DCCC·LXXXXVIII PER DECRETO DEL COMUNE |

Al 42 è stata apposta nel 2016 una lapide allo scrittore Bruno Cicognani, già ricordato anche in via Laura 56:
| BRUNO CICOGNANI SCRITTORE (1879 - 1971) "io ribelle e rivoluzionario dalla nascita ò abitato per quasi trent'anni fisso in Firenze, via Dei Servi 42" DA "I RICORDI" - SERVI 42 COMUNE DI FIRENZE E ACCADEMIA FLORENTIA MATER POSERO IL 10 SETTEMBRE 2016 |

### Tabernacoli

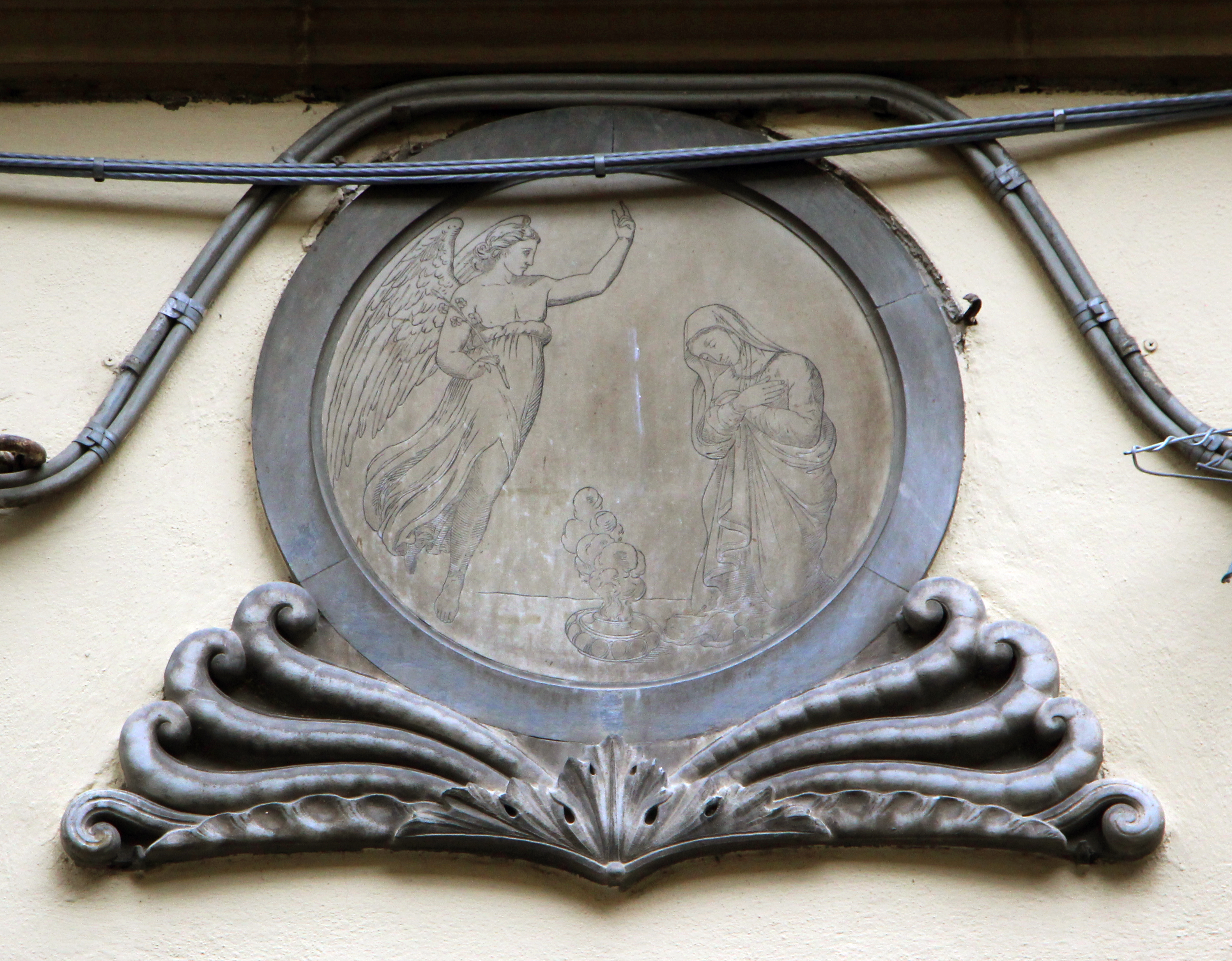
Il tondo con l'Annunciazione

All'angolo con piazza Duomo, sulla casa Ghiberti, si trova una nicchia che contiene un'immagine otto-novecentesca della Madonna del Buonconsiglio, opera in ceramica bianca smaltata a fondo blu della Manifattura Ginori, come se ne trovano su altri edifici cittadini.
Al 30 un'altra semplice cornice in pietra serena, che contiene un'annunciazione incisa sul marmo riferibile al 1876: in realtà, più che di un'immagine devozionale, si tratta di un'insegna per la farmacia della Santissima Annunziata.

## Note

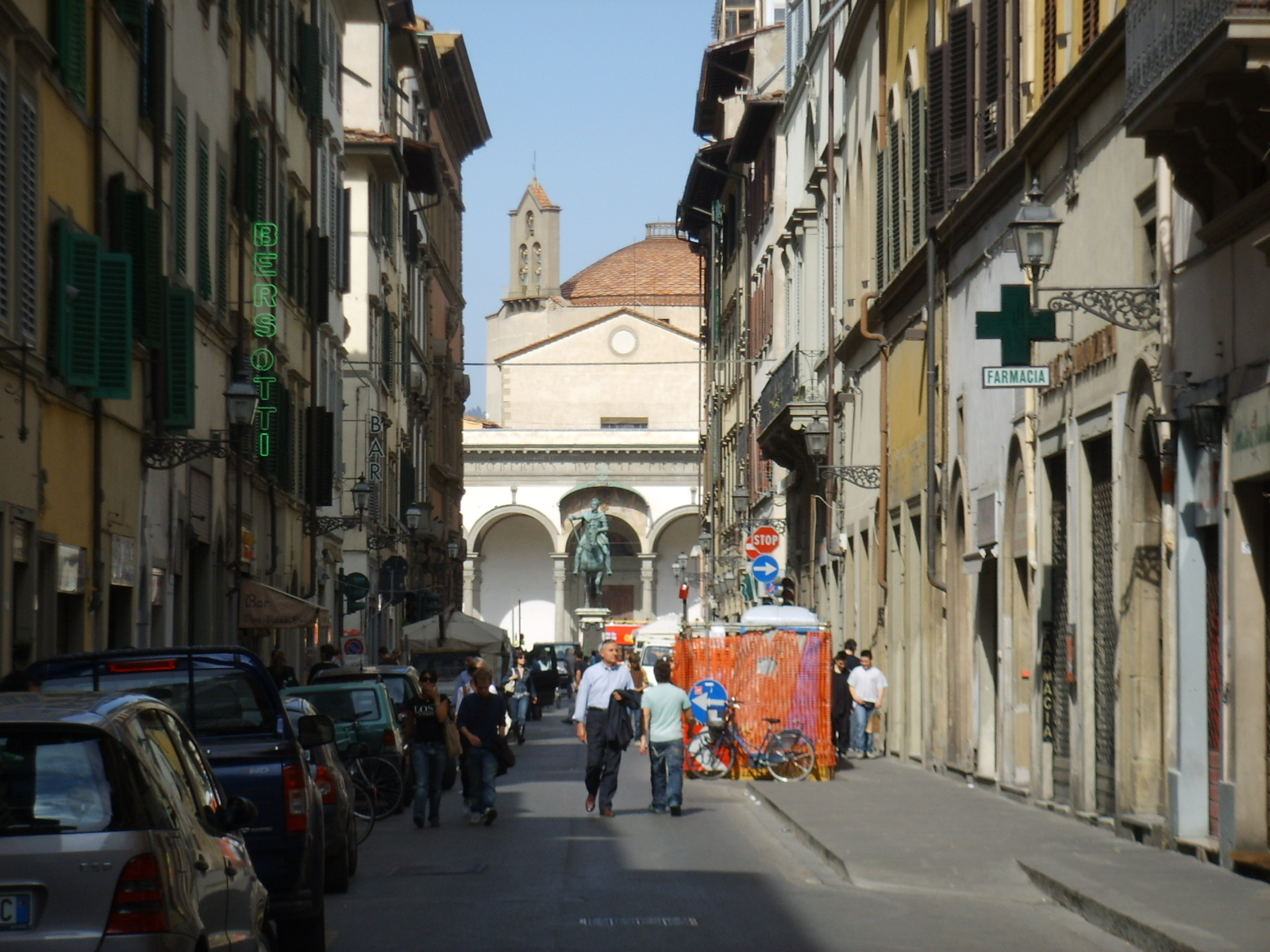
Veduta verso piazza della Santissima Annunziata